# Paul Ratcliffe
Paul Ratcliffe, född den 12 november 1973 i Salford, Storbritannien, är en brittisk kanotist.
Han tog OS-silver i K-1 slalom i samband med de olympiska kanottävlingarna 2000 i Sydney.